# Carn Meini Tomb
Carn Meini Tomb (auch Carn Menyn) ist eine nicht ausgegrabene Megalithanlage ungeklärten Typs in Mynachlog-ddu, bei Newport in Pembrokeshire in Wales.
Die Anlage liegt an den Hängen des Bluestone Aufschlusses Carn Menyn (auch Carnmenyn oder Carn Meini genannt) an der Spitze des so genannten „River of Stones“. Die Tragsteine unter dem verstürzten Deckstein, der im Cairn liegt, sind bereits vor langer Zeit zusammengebrochen. Im Cairnmaterial befindet sich ein Menhir, der der Rest eines Ganges sein kann.
In der Nähe befinden sich der Carn Menyn Round Cairn und die Menhire Carn Breseb Pointer, Stone River Stone und Carn Menyn Marker.